# T Ursae Minoris
Désignations
T Ursae Minoris (en abrégé T UMi) est une étoile de la constellation circumpolaire boréale de la Petite Ourse, localisée à 2'30" au sud-ouest de 3 Ursae Minoris, en direction de la limite avec le Dragon. D'après la mesure de sa parallaxe annuelle par le satellite Gaia, l'étoile est située à environ 1 275 pc (∼4 160 al) de la Terre.

## Propriétés
T Ursae Minoris est une géante rouge dont le type spectral varie entre M4e et M6e et qui possède une température de surface d'environ 3 300 K. Il s'agissait d'une étoile variable à longue période de type Mira, dont la magnitude varie de 7,8 à 15. Les étoiles de type Mira sont des étoiles âgées hautement évoluées qui sont dans le stade de la branche asymptotique des géantes, leur importante variation en magnitude faisant d'elles des cibles idéales pour être suivies par les astronomes amateurs.
T Ursae Minoris est surveillée depuis 1905. Jusqu'en 1979, sa magnitude variait selon une période de 310 à 315 jours. Cependant, en 1979, sa période décrut soudainement à 274 jours, puis elle est apparue décroître de 2,75 jours à chaque nouveau cycle. Les observateurs d'étoiles variables Janet Mattei et Grant Foster ont proposé que l'étoile venait de connaître un flash de l'hélium en coquille — un stade où « la coquille d'hélium entourant le cœur de l'étoile atteint une masse critique et se met à brûler », ce qui « influence la pulsation de l'étoile via des changements de sa luminosité de surface et de son rayon » —. À la mi-2008, sa période a diminué jusqu'à atteindre 230 jours (ce qui l’exclut de la définition donnée pour les variables de type Mira), avant que sa pulsation ne change pour devenir celle d'une étoile variable semi-régulière, avec une période dominante de 113,6 jours. Il s'agit du changement le plus important observé sur une variable de type Mira. La sous-abondance en technétium observée dans son spectre indique que son évolution n'est pas aussi avancée que d'autres variables de type Mira, soit parce qu'elle n'a pas encore expulsé cet élément de son cœur, soit parce que sa masse est insuffisante pour que le phénomène se produise.